# Capparis mitchellii
Portocala australiană (Capparis mitchellii Lindl.) este o plantă nativă din Australia. Nu este înrudită cu portocala. Numele ei pentru aborigenii din centrul Australiei este "merne atwakeye".
Portocala australiană este un fruct delicios. Aborigenii îl foloseau înaintea europenilor. Este verde când se coace, iar în interior este galben sau portocaliu, cu gust aromat.